# Thiên hà Hoa Hướng Dương
Thiên hà Hoa hướng dương (còn gọi là Messier 63, M63, hay NGC 5055) là một thiên hà xoắn ốc thuộc chòm sao Lạp Khuyển chứa một đĩa trung tâm bao xung quanh bởi các nhánh xoắn ốc ngắn. Thiên hà Hoa hướng dương thuộc về nhóm M51, một nhóm thiên hà cũng chứa thiên hà Xoáy nước (M51).
|  |  |

## Lịch sử
Thiên hà Hoa hướng dương được Pierre Méchain phát hiện vào ngày 14 tháng 6 năm 1779.  Sau đó Charles Messier đã đưa thiên hà vào danh lục của ông.
Giữa thế kỷ thứ 19, Lord Rosse đã nhận ra cấu trúc xoắn ốc của thiên hà này, và đây cũng là thiên hà đầu tiên được phát hiện là có cấu trúc được nhận diện.